# 山口良一のオールナイトニッポン
山口良一のオールナイトニッポン（やまぐちりょういちのオールナイトニッポン）はニッポン放送の深夜放送オールナイトニッポンで放送されていたラジオ番組。パーソナリティは山口良一。1982年4月6日に火曜2部で放送開始、同年10月に金曜1部へ移り、1985年4月5日に3年間の放送をもって終了した。

## 概要
2部オープニング･1部エンディングは『炎のファイター』（レコード『ザ・レスラー』収録）
番組の構成を主に務めていたのは、『コサキンDEワァオ!』（TBSラジオ）の構成などでも知られる鶴間政行（山口とは共に欽ちゃんファミリーつながり、『マー坊』と呼ばれていた）。他に村松利史（モンリー）、大倉利晴（トッちゃん）、大岩賞介などが居た。
リスナー参加のイベントも行われ、下述『LET'Sトライアル みんなでやればなお楽し』の他、1983年7月15日には、リスナー100人による提灯行列も行われた。
しかし、1982年4月にスタートする時点では、他のタレントがパーソナリティに内定していたが、急に出演することが出来なくなったことで、山口が当時の同じニッポン放送の番組『イモ欽トリオのでたとこ勝負!』の収録に来た際にプロデューサーが呼び止め、その場で山口が承諾したことで本番組が決まったという経緯がある。

## コーナー

### 電話で遊ぼうピッポッパ
- リスナーに電話をかけ問題に答えてもらうクイズコーナー。ゲストにも出題したり、全国大会が開催されたりした。出場出来なかったリスナーのために『ピッポッパの宿題』という、はがきで答えを送るコーナーも設けられた。番組開始時から番組終了時まで一貫して放送された。

### LET'Sトライアル みんなでやればなお楽し
- みんなでやれる楽しい企画を色々募集していた。この中で、自分の好みの楽器を持参してみんなでコンサートを開こうという企画が立ち上がり、これが1983年4月10日、13時から16時まで西武百貨店池袋店屋上にて『LET'Sおもしろトライアル ジャムセッション1001』というイベントになって開催された。集まった1058人のリスナーが鍋、フライパン、電卓など音が鳴るものを何でも鳴らしながら『めだかの兄妹』を演奏した。指揮を務めたのは斉藤清六、音楽監督は坂本龍一[1][3] 。

### プロレスアワー → 闘魂スペシャル
2部オープニング、1部エンディングにアントニオ猪木の入場曲『炎のファイター』を使い、コーナーとコーナーのインターバルに長州力の入場曲『パワー・ホール』を使うなど、プロレスファンである山口の特性を生かしたコーナー。1983年3月4日に実際に猪木がゲスト出演したことで、猪木をゲストに呼びたいという山口の希望が叶い、これがきっかけとなってコーナータイトルが変更となる。同番組のアントニオ猪木のゲスト出演はたまにだったが、電話口ではほぼ毎週ラジオの生放送に出演していた。
因みに猪木は単独でも1984年に『アントニオ猪木 闘魂・ザ・ワールド』（土曜21:30 - 22:00）という番組を同じニッポン放送で持っていた。
- 主なゲスト出演者（電話出演含む）

アントニオ猪木
坂口征二
藤波辰爾
初代タイガーマスク
山本小鉄
新間寿（新日本プロレス営業本部長）
田中秀和（新日本プロレスリングアナウンサー）
古舘伊知郎（フリーアナウンサー転向後）

### サントラ劇場
リスナーが電話で出演し、設定だけを決めて即興劇を演じるコーナー。『キュンキュン』というフレーズが話題になる。

### 人気投票
組織票も有りだった、はがきによる票数でのランキングコーナー。本来の目的は山口他出演者の人気投票だったが、いつの間にか『うる星やつら』のラムや諸星あたるが1位になったり、地名そのものや、学校の先生などリスナーの内輪の人物までもがランクインされることに。

### 懐かしの作文コーナー
火曜2部時代の1982年8月3日、リスナーから子供の頃の作文を募集したところ、山口百恵の小学校時代のクラスメイトだったという人から百恵が書いた作文が送られ、それを紹介したことがあった。  

### コーナーその他
- 怒りの部屋
- ドジメンタリー
- 知られざる給食の世界
- 知られざる粗品の世界
- 懐かしの古新聞コーナー
- みんなで叫べばなお楽し
- みんなで笑えばなお楽し
- みんなで探せばなお楽し
- 深夜の故郷案内
- 深夜の学校案内
- 思い出のラブレター
- 絶対おもしろいぞ新聞
- トッちゃんのダイエットコーナー
- なにおた（何気ないおたより）
- あの曲をもう一度
- 良ちゃんメモリー

などなど

## ノベルティグッズ
- 君特等
- 君一等
- 君二等
- 君三等